# Sem Filtro
"Sem Filtro" é uma canção da cantora e compositora brasileira Iza. "Sem Filtro" é uma música de R&B com influência do pagode baiano. Estava prevista para ser o segundo single do seu segundo álbum de estúdio, mas o projeto foi descartado após o divórcio da cantora com o produtor Sérgio Santos.

## Videoclipe
O vídeo teve direção de Felipe Sassi e conta com roteiro da própria Iza junto ao diretor. Nele a cantora é um robô que vive em um universo futurista, onde termina se apaixonando por um humano, o qual destroi seu coração; na cena final ela é consertada e seu coração é trancado. A artista relatou que quis representar a pespectiva de que uma decepção amorosa apesar de dolorosa acaba nos preparando para relacionamentos futuros. O marido e produtor da cantora, Sérgio Santos, aparece pela primeira vez em um videoclipe da artista.

## Apresentações ao vivo
"Sem Filtro" foi apresentada pela primeira vez no programa de televisão Fantástico, depois no Domingão com Huck, ainda contou com uma apresentação no "Prêmio Multishow de Música Brasileira" em um medley junto a música "Gueto", além do programa Caldeirão.

## Desempenho nas tabelas musicais
| Tabela musical (2022)                | Melhor posição |
| ------------------------------------ | -------------- |
| (Crowley Charts Top 100)             | 59             |
| (Crowley Charts Top 10 Pop Nacional) | 1              |

## Vendas e certificações
| Região                                                                                             | Certificação | Vendas  |
| -------------------------------------------------------------------------------------------------- | ------------ | ------- |
| Brasil (Pro-Música Brasil)                                                                         | Platina      | 80,000* |
| *números de vendas baseados somente na certificação ^distribuições baseadas apenas na certificação |              |         |